# Marta Etura
Marta Etura Palenzuela (San Sebastián, 28 de octubre de 1978) es una actriz española de cine, teatro y televisión ganadora de un Premio Goya a la mejor actriz de reparto en 2010 por su trabajo en la película Celda 211.

## Biografía
Hija de una decoradora y de un empresario, nació en San Sebastián el 28 de octubre de 1978. Desde pequeña quiso ser actriz pero, a petición de sus padres, estudió dos años de dirección y uno de montaje. Para emprender estos proyectos se trasladó a Madrid y se matriculó en la Escuela de Cristina Rota. Para poder sobrevivir trabajó de camarera e intervino en algunos anuncios publicitarios.
Nada más finalizar sus estudios, Joaquín Oristrell contó con ella para el filme Sin vergüenza con varios de los últimos actores de dicha escuela. Marta interpretó a Belén, una joven actriz que mantenía unas difíciles relaciones con su madre. En 2002, rodó La vida de nadie de Eduard Cortés donde encarnaba a Rosana, una niñera que se enamoraba del padre de un amigo de los hijos a los que cuidaba. Su actuación le valió una candidatura al Premio Goya a la mejor actriz revelación. Ese mismo año trabajó bajo las órdenes de Manuel Gutiérrez Aragón en El caballero Don Quijote donde interpretó a Dulcinea del Toboso.
Posteriormente, rodó Hay motivo —donde participó en el filme colectivo que criticaba la España del Partido Popular— y Frío sol de invierno, donde se puso en la piel de Mimo. La Unión de Actores la recompensó con una candidatura al premio de mejor actriz de reparto por ello.
En 2004, estrenó Entre vivir y soñar —en la que compartió un personaje enamoradizo con Carmen Maura— y Para que no me olvides, en la que encarnó a Clara. Por su papel en esta última Marta recibió una candidatura al Premio Goya a la mejor interpretación femenina de reparto.
Entre el estreno de la película y la candidatura, rodó AzulOscuroCasiNegro y Remake, así como la serie de televisión Vientos de agua, protagonizada por Ernesto Alterio y su padre, Héctor Alterio. Al final del año obtuvo una candidatura al Goya en la categoría principal y a la medalla que concede el Círculo de Escritores Cinematográficos.
En teatro profesional debutó en 2007 con la obra Despertares y celebraciones, que dirigía su maestra Cristina Rota. También en 2007 estrenó Casual Day, una comedia sobre las relaciones de poder en una empresa; y Las 13 rosas, una película dirigida por Emilio Martínez-Lázaro que narra la historia real de 13 jóvenes asesinadas por Franco en 1939. En 2008 estrenó el clásico de William Shakespeare Hamlet, junto a Juan Diego Botto, encarnando el papel de Ofelia. También estrenó la película chilena Desierto Sur de Shawn Garry.
En 2009 estrenó la película 7 minutos de la directora Daniela Féjerman, una comedia coral en la que compartió reparto con Toni Acosta y Antonio Garrido entre otros. También estrenó Flores negras, un thriller de suspense policial dirigido por David Carreras. Además, participó en la película Celda 211 dirigida por Daniel Monzón y protagonizada por Luis Tosar. Su participación en esta película le llevó a ganar el Goya a la mejor actriz de reparto el 14 de febrero de 2010.
En 2011 estrenó la película EVA, un drama de ciencia ficción dirigido por Kike Maíllo. También protagoniza Mientras Duermes, un thriller de suspense dirigido por Jaume Balagueró en el que participa junto a Luis Tosar y Alberto San Juan.
Entre abril de 2011 y mayo de 2014 fue vicepresidenta primera de la Academia de las Artes y las Ciencias Cinematográficas de España, presidida por el productor y distribuidor Enrique González Macho.

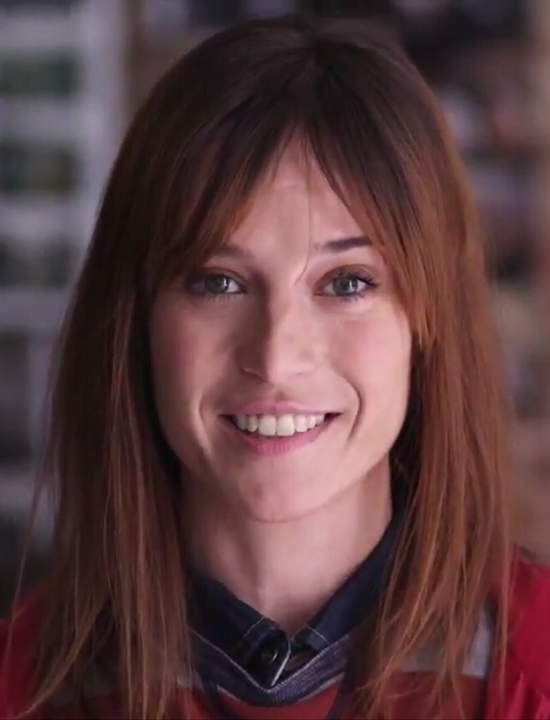
Marta Etura en 2013

En 2012 participa en la superproducción Lo imposible de Juan Antonio Bayona.En 2013 protagonizó, junto a Quim Guitiérrez y José Coronado, la película Los últimos días; una cinta apocalíptica ambientada en Barcelona y dirigida por David y Álex Pastor. Además, estrenó la película Presentimientos, que protagonizó junto a Eduardo Noriega. También hizo un breve aparición en la serie de época de televisión española Águila Roja donde interpretó a Eva, una enigmatica dama de la que se enamora el protagonista.
El año siguiente vuelve a coincidir con Quim Gutiérrez y estrena Sexo fácil, películas tristes del director Alejo Flah. En 2015 estrena la película Hablar de Joaquín Oristrell. También graba El incidente, serie de Antena 3 que se estrenó en 2017.
En 2016 volvió a la televisión protagonizando la serie dramática de Televisión Española La sonata del silencio, junto a Eduardo Noriega y Daniel Grao. Se trata de una adaptación de la novela de Paloma Sánchez-Garnica. También ese año estrenó en el Festival de San Sebastián las películas El hombre de las mil caras y Kalebegiak.
Atresmedia y Fernando González Molina contaron con la actriz para protagonizar la superproducción española El guardián invisible (2017), de la cual fueron productora y director respectivamente. Se trata de la adaptación cinematográfica de la novela homónima de Dolores Redondo, que se convirtió en trilogía bajo el nombre de Trilogía del Baztán. La segunda parte de la película Legado en los huesos (2019) y la tercera Ofrenda a la tormenta (2020) también fueron protagonizadas por la actriz.
En 2023 fue una de las protagonistas de la segunda temporada de la serie de SkyShowtime Los enviados, junto a Miguel Ángel Silvestre. Un año después, coprotagonizó junto a Elena Anaya, Belén Cuesta, Irene Escolar o Itziar Atienza la serie de misterio Las largas sombras para Disney+.

## Filmografía

### Cine
| Año  | Título                                      | Personaje                | Dirección                       |
| ---- | ------------------------------------------- | ------------------------ | ------------------------------- |
| 2001 | Sin vergüenza                               | Belén                    | Joaquín Oristrell               |
| 2002 | El caballero don Quijote                    | Dulcinea del Toboso      | Manuel Gutiérrez Aragón         |
| 2002 | La vida de nadie                            | Rosana                   | Eduard Cortés                   |
| 2002 | Trece campanadas                            | María                    | Xavier Villaverde               |
| 2003 | Mariposas de fuego (cortometraje)           | Julia                    | Luis Prieto                     |
| 2004 | Entre vivir y soñar                         | Ana (joven)              | Alfonso Albacete y David Menkes |
| 2004 | ¡Hay motivo! (Segmento: Por tu propio bien) | Marta                    | Icíar Bollaín                   |
| 2004 | Frío sol de invierno                        | Mimo                     | Pablo Malo                      |
| 2004 | La vida que te espera                       | Val                      | Manuel Gutiérrez Aragón         |
| 2005 | Remake                                      | Laura                    | Roger Gual                      |
| 2005 | Para que no me olvides                      | Clara                    | Patricia Ferreira               |
| 2006 | AzulOscuroCasiNegro                         | Paula                    | Daniel Sánchez Arévalo          |
| 2007 | Desierto Sur                                | Sofía                    | Shawn Garry                     |
| 2007 | Taxi? (cortometraje)                        | Taxista                  | Telmo Esnal                     |
| 2007 | Casual Day                                  | Inés                     | Max Lemcke                      |
| 2007 | Las 13 rosas                                | Virtudes González García | Emilio Martínez Lázaro          |
| 2008 | Siete minutos                               | Nerea                    | Daniela Fejerman                |
| 2009 | Celda 211                                   | Elena Vázquez Guardiola  | Daniel Monzón                   |
| 2009 | Flores negras                               | Elena / Natasha          | David Carreras                  |
| 2011 | Mientras duermes                            | Clara                    | Jaume Balagueró                 |
| 2011 | EVA                                         | Lana                     | Kike Maíllo                     |
| 2012 | Lo imposible                                | Simone                   | J.A. Bayona                     |
| 2013 | Presentimientos                             | Julia                    | Santiago Tabernero              |
| 2013 | Los últimos días                            | Julia                    | David Pastor y Àlex Pastor      |
| 2014 | Sexo fácil, películas tristes               | Marina                   | Alejo Flah                      |
| 2015 | Hablar                                      | La Supercualificada      | Joaquín Oristrell               |
| 2016 | El hombre de las mil caras                  | Nieves Fernández Puerto  | Alberto Rodríguez               |
| 2016 | Kalebegiak (Segmento: La ballena real)      | Reina María Cristina     | Julio Medem                     |
| 2017 | Una nueva vida (cortometraje)               | Ana                      | Marina Seresesky                |
| 2017 | El guardián invisible                       | Amaia Salazar            | Fernando González Molina        |
| 2019 | Legado en los huesos                        | Amaia Salazar            | Fernando González Molina        |
| 2020 | Ofrenda a la tormenta                       | Amaia Salazar            | Fernando González Molina        |
| 2021 | Absolutely Accidental                       | Queta                    | Jake Schick                     |
| 2022 | El color del cielo                          | Olivia Bronte            | Joan Marc Zapata                |

### Televisión
| Año  | Título                 | Personaje             | Notas                                         |
| ---- | ---------------------- | --------------------- | --------------------------------------------- |
| 2000 | Raquel busca su sitio  | Alba                  | Episodio: «No es fácil ser Raquel»            |
| 2006 | Vientos de agua        | Ana                   | Papel recurrente; 10 episodios                |
| 2013 | Águila Roja            | Eva                   | Episodio: «Gonzalo se siente atraído por Eva» |
| 2016 | La sonata del silencio | Marta Ribas           | Protagonista; 9 episodios                     |
| 2017 | El incidente           | Tania                 | Protagonista; 5 episodios                     |
| 2023 | Los enviados           | Pilar                 | Papel principal; 8 episodios (temporada 2)    |
| 2024 | Las largas sombras     | Soledad «Sole» Rosell | Papel principal; 6 episodios                  |

### Teatro
- Despertares y celebraciones (2007), de Cristina Rota y Juan Diego Botto, dirección de Cristina Rota[40]
- Hamlet (2008), dirección de Juan Diego Botto[41]
- Antígona (2010), dirección de Mauricio García Lozano[42]
- Ilusiones (2018), de Ivan Viripaez, dirección de Miguel del Arco[43]
- Los nocturnos (2022), de Irma Correa, dirección de Magüi Mira[44]

## Premios y candidaturas
Premios Goya
| Año  | Categoría                                  | Película               | Resultado |
| ---- | ------------------------------------------ | ---------------------- | --------- |
| 2002 | Mejor actriz revelación                    | La vida de nadie       | Nominada  |
| 2005 | Mejor interpretación femenina de reparto   | Para que no me olvides | Nominada  |
| 2006 | Mejor interpretación femenina protagonista | AzulOscuroCasiNegro    | Nominada  |
| 2009 | Mejor interpretación femenina de reparto   | Celda 211              | Ganadora  |

Premios Iris
| Año  | Categoría             | Película               | Resultado |
| ---- | --------------------- | ---------------------- | --------- |
| 2017 | Mejor actriz de serie | La sonata del silencio | Nominada  |

Fotogramas de Plata
| Año  | Categoría            | Película         | Resultado |
| ---- | -------------------- | ---------------- | --------- |
| 2011 | Mejor actriz de cine | Mientras duermes | Nominada  |

Unión de Actores
| Año  | Categoría                         | Película               | Resultado |
| ---- | --------------------------------- | ---------------------- | --------- |
| 2004 | Mejor actriz de reparto de cine   | Frío sol de invierno   | Nominada  |
| 2005 | Mejor actriz secundaria de cine   | Para que no me olvides | Nominada  |
| 2006 | Mejor actriz protagonista de cine | AzulOscuroCasiNegro    | Nominada  |
| 2007 | Mejor actriz secundaria de cine   | Las 13 rosas           | Nominada  |
| 2009 | Mejor actriz secundaria de cine   | Celda 211              | Nominada  |

Premios Feroz
| Año  | Categoría                               | Película                   | Resultado |
| ---- | --------------------------------------- | -------------------------- | --------- |
| 2017 | Mejor actriz de reparto de cine         | El hombre de las mil caras | Nominada  |
| 2017 | Mejor actriz protagonista de televisión | La sonata del silencio     | Nominada  |

Medallas del Círculo de Escritores Cinematográficos
| Año  | Categoría               | Película               | Resultado |
| ---- | ----------------------- | ---------------------- | --------- |
| 2005 | Mejor actriz secundaria | Para que no me olvides | Nominada  |
| 2006 | Mejor actriz            | AzulOscuroCasiNegro    | Nominada  |
| 2009 | Mejor actriz secundaria | Celda 211              | Nominada  |
| 2011 | Mejor actriz            | Mientras duermes       | Nominada  |

Festival Cinespaña de Toulouse
| Año  | Categoría               | Película            | Resultado |
| ---- | ----------------------- | ------------------- | --------- |
| 2006 | Mejor actriz            | AzulOscuroCasiNegro | Ganadora  |
| 2002 | Mejor actriz revelación | La vida de nadie    | Ganadora  |

Premios Teatro de Rojas
| Año  | Categoría                     | Montaje | Resultado |
| ---- | ----------------------------- | ------- | --------- |
| 2008 | Mejor interpretación femenina | Hamlet  | Nominada  |

## Vida privada
Desde 2003 hasta 2012 mantuvo una relación sentimental con el actor gallego Luis Tosar.
En 2012 empezó una relación con el actor Gonzalo de Santiago.
En septiembre de 2016, durante el Festival de cine de San Sebastián, anunció que estaba embarazada de cuatro meses. A principios de 2017 dio a luz a una niña en San Sebastián.